# COPZ2
COPZ2 (англ. Coatomer protein complex subunit zeta 2) – білок, який кодується однойменним геном, розташованим у людей на довгому плечі 17-ї хромосоми. Довжина поліпептидного ланцюга білка становить 210 амінокислот, а молекулярна маса — 23 548.
| 10         |  | 20         |  | 30         |  | 40         |  | 50         |
| ---------- |  | ---------- |  | ---------- |  | ---------- |  | ---------- |
| MQRPEAWPRP |  | HPGEGAAAAQ |  | AGGPAPPARA |  | GEPSGLRLQE |  | PSLYTIKAVF |
| ILDNDGRRLL |  | AKYYDDTFPS |  | MKEQMVFEKN |  | VFNKTSRTES |  | EIAFFGGMTI |
| VYKNSIDLFL |  | YVVGSSYENE |  | LMLMSVLTCL |  | FESLNHMLRK |  | NVEKRWLLEN |
| MDGAFLVLDE |  | IVDGGVILES |  | DPQQVIQKVN |  | FRADDGGLTE |  | QSVAQVLQSA |
| KEQIKWSLLK |  |            |  |            |  |            |  |            |

A: Аланін

C: Цистеїн

D: Аспарагінова кислота

E: Глутамінова кислота

F: Фенілаланін

G: Гліцин

H: Гістидин

I: Ізолейцин

K: Лізин

L: Лейцин

M: Метіонін

N: Аспарагін

P: Пролін

Q: Глутамін

R: Аргінін

S: Серин

T: Треонін

V: Валін

W: Триптофан

Задіяний у таких біологічних процесах, як транспорт, транспорт білків, транспорт між ендоплазматичним ретикулумом і апаратом Гольджі. 
Локалізований у цитоплазмі, мембрані, цитоплазматичних везикулах, апараті гольджі.